# 惠更斯陨击坑
惠更斯陨击坑（Huygens）是为纪念荷兰天文学家、数学家暨物理学家克里斯蒂安·惠更斯而命名的一座火星撞击坑。
该陨石坑位于雅庇吉亚区西经304.42度、南纬13.88度处，直径约467.25公里（290.34英里）。  
火星轨道探测器所拍摄照片中的分支通道引起了科学家们的关注，这些通道的存在有力地证明了火星表面曾经流动着很多的水，简单生物体就可能曾生活在存在过水的地方。下方显示了一组非常清晰的通道，它们均来自于高分辨率成像科学设备拍摄的惠更斯陨击坑边缘。
在惠更斯陨击坑边缘的一座陨坑中发现了碳酸盐（碳酸钙或碳酸铁），对边缘的撞击暴露了从形成惠更斯陨击坑的大撞击中翻搅出来的材料。 这些矿物表明火星上曾经有一层稠密的二氧化碳大气层和丰富的水分，这类碳酸盐只在有大量水存在的情况下才会形成。它们是由火星勘测轨道飞行器上的紧凑型火星侦察成像光谱仪（CRISM）所发现，早前，该仪器曾探测到粘土矿物，而现在又在粘土矿物附近发现了碳酸盐，这两种矿物都形成于潮湿的环境。据推测，数十亿年前，火星环境更温暖湿润，那时，碳酸盐可能是由水和富含二氧化碳的大气所形成，后来，碳酸盐沉积物可能被掩埋了。现在，二次撞击暴露了这些矿物，地球上也有大量石灰石形式的碳酸盐沉积物。

## 图集

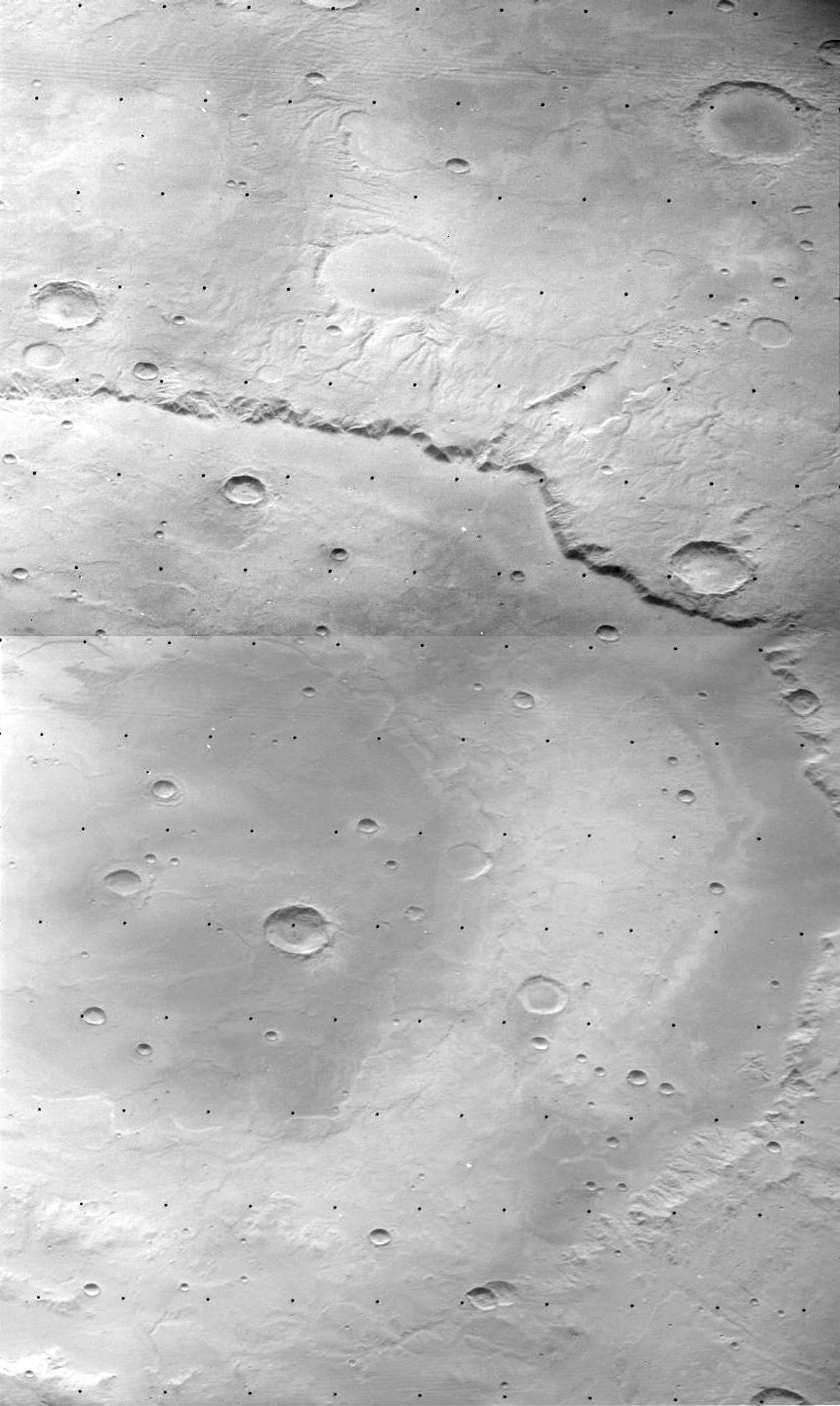
海盗1号拍摄的部分惠更斯陨击坑拼接图
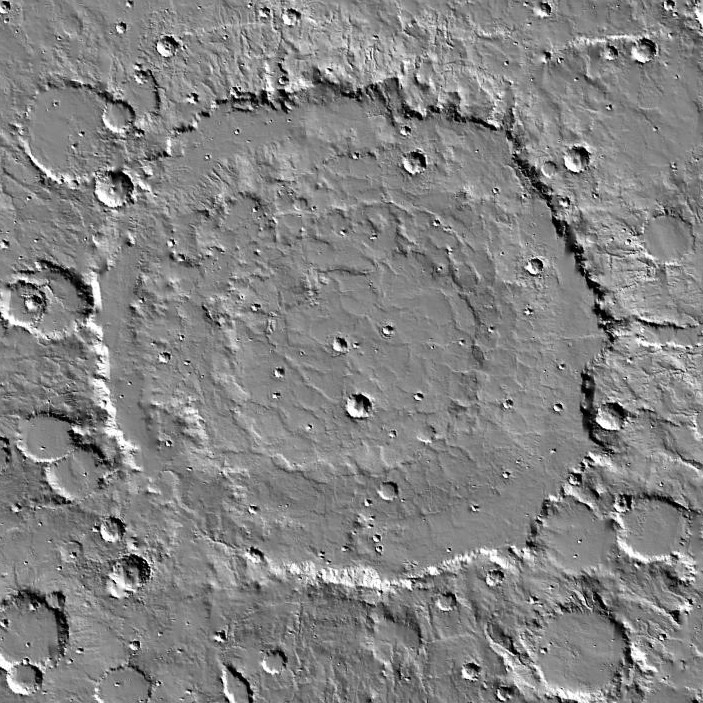
惠更斯陨击坑地貌晕渲图
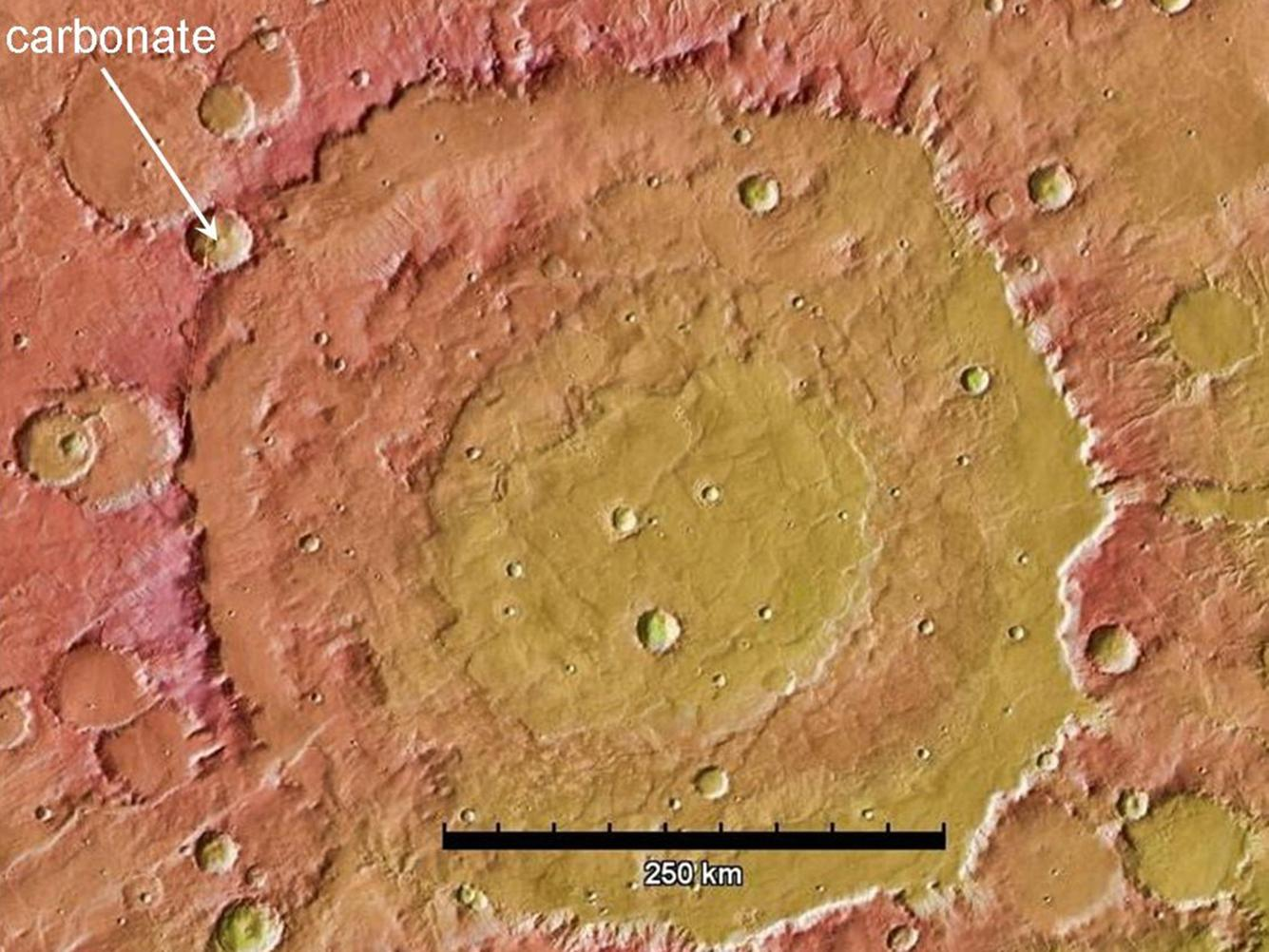
更斯陨石坑—标注出发现碳酸盐的地方。
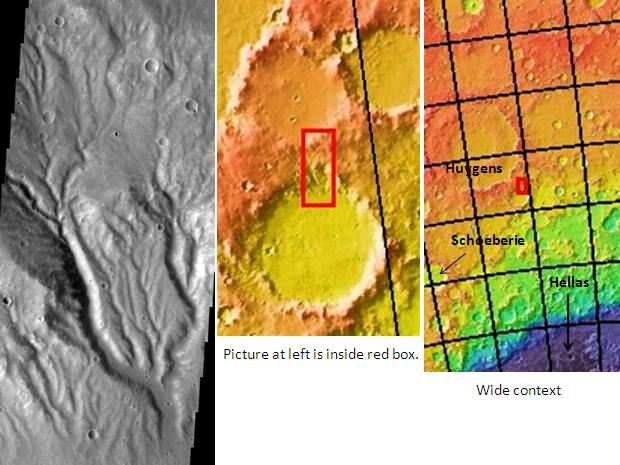
热辐射成像系统拍摄的惠更斯陨击坑边缘的分支河谷。
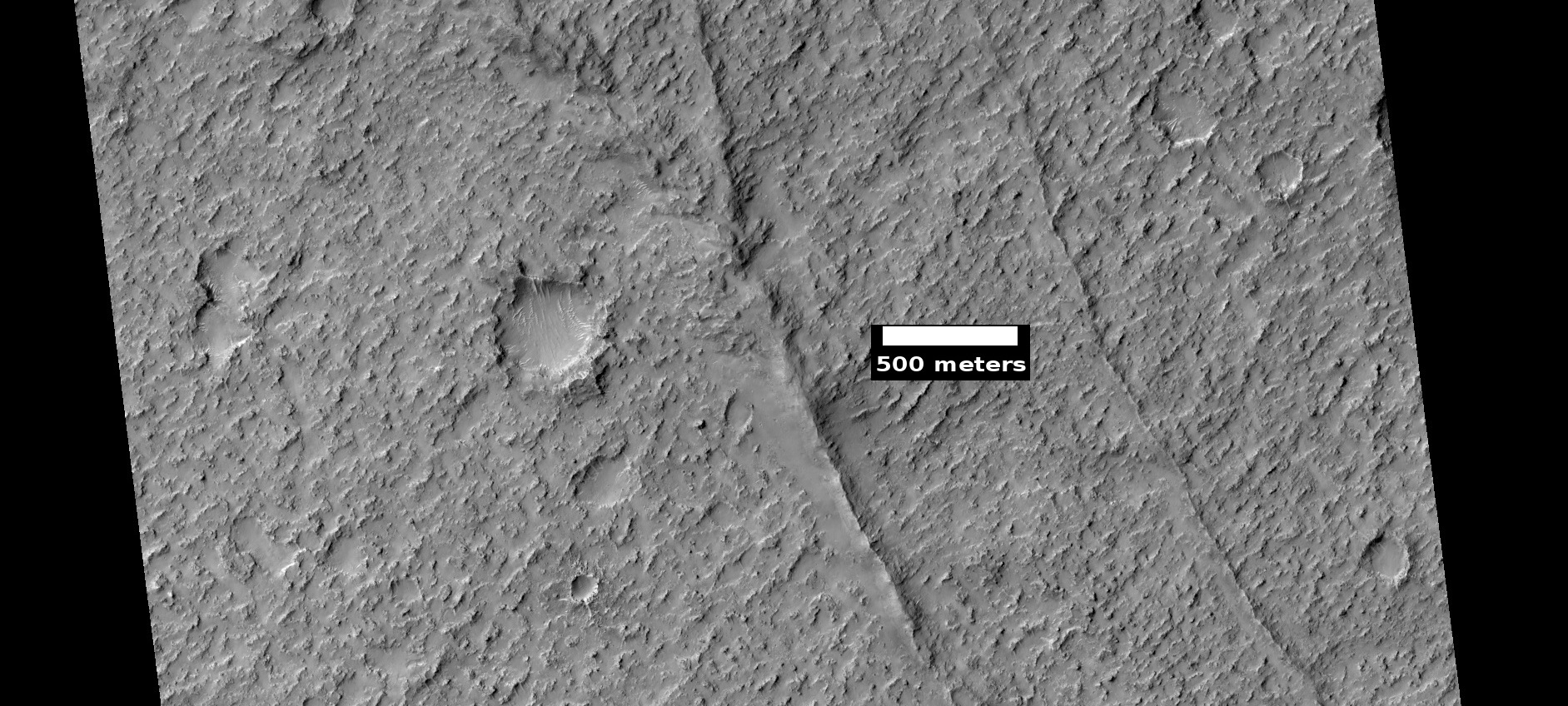
HiWish计划下高分辨率成像科学设备显示的惠更斯陨击坑坑底可能的岩脉。
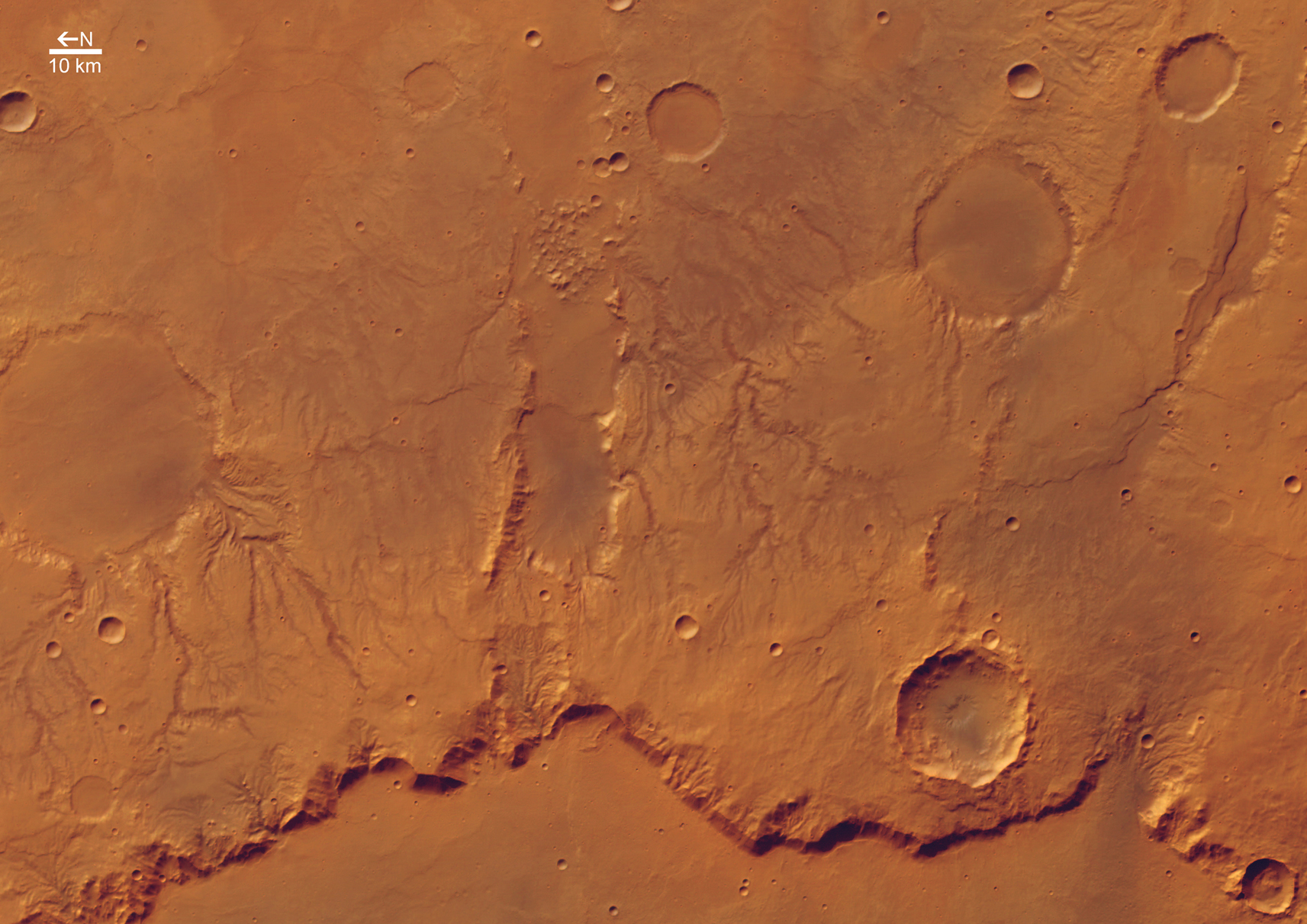
惠更斯陨击坑东侧边缘流出的树枝状河道。

## 另请查看
- 火星气候
- 火星地质
- 高分辨率成像科学设备
- HiWish计划
- 热液环流
- 撞击坑
- 撞击事件
- 火星撞击坑
- 火星矿石资源
- 行星体系命名法
- 火星水文